# Iglesia parroquial de Nuestra Señora del Rosario (Queniquea)
Parroquia Nuestra Señora del Rosario de Queniquea es una de las 88 comunidades Parroquiales que conforman la diócesis de San Cristóbal, a su vez es una de las 7 Parroquias que constituyen la Vicaría Espíritu Santo. 

## Ubicación
Sede y Templo Parroquial se encuentran en la Localidad de Queniquea, aunque su territorio corresponde al conformado por la entidad administrativa del municipio Sucre, a excepción de la comunidad de Altamira, que por ubicación geogografica, es atentida por el Párroco de La Fundación del municipio Uribante, ambos en el Estado Táchira, Venezuela. 

## Antigüedad
Es una de las más antiguas en la Diócesis, contando con 171 años desde su erección a Parroquia Eclesiástica en el año de 1853.

## Historia[1]

### Inicios
El 7 de octubre de 1808 el Padre Casimiro Mora, funda en la meseta de los indígenas Kenikes al pueblo de Queniquea, y ya para 1810 el Padre Mora se encuentra en Queniquea levantando otra iglesia junto a los vecinos José María Roa, Cecilio Pérez, Isidro González, Jacinto Ramírez, Rafael Ramírez, Feliciano Pulido, Joaquín de la Rosa Pulido, José Florentino Pulido, Luis Antonio Moreno y Antonio Bernabé Vivas. Lo cierto es que para 1816 vuelve el Padre Mora a Queniquea y se encuentra con desavenencias entre sus pobladores, unos quieren al Padre Mora como sacerdote, mientras que otros piensan en un cura de raíces queniqueas para la fundación del pueblo, entre los que representan este nuevo proyecto aparece Don Venancio Escalante, Enrique Roa, Antonio María Contreras, José María Morales y Manuel Sánchez. 

### Traslado
El padre Mora había restaurado el Monasterio del Río Bobo en 1806, pero los queniqueos que tenían mayoría de votos, pidieron que se trasladará a Queniquea la iglesia del Río Bobo y para ello ofrecen donar nueve cuadras de tierra para la nueva iglesia. En estas discusiones los de Queniquea querían como párroco al padre Pablo Antonio Morales, cuyos antecesores eran de los primeros fundadores de Queniquea. Esta solicitud es dirigida al obispo por intermedio del vicario Fernando José García. Desde Maracaibo, el 21 de diciembre de 1817, el obispo decreta la traslación de la Capilla de Río Bobo a Queniquea, convertida desde ese día en viceparroquia de Nuestra Señora del Rosario de Queniquea. 
Para 1816 el Obispo Rafael Lasso de la Vega continuaba su viaje a Bogotá, donde lo consagra el 11 de diciembre de 1816, el Arzobispo Don Juan Bautista Sacristán. A su regreso a Maracaibo, el 30 de abril de 1817, envía su informe a su majestad dándole cuenta del estado de sus diócesis.
Al referirse a La Grita dice, que es lo más despoblado del Obispado, pues en su vasto territorio solo tiene una parroquia y tres pueblos que fueron de indios y en el día eran de blancos. Menciona la idea de elegir un nuevo Curato y de continuar el que haya había comenzado su antecesor. Se trataba de la Viceparroquia del EL Cobre y la del Río Bobo y Queniquea. Estos últimos sitios, debido a lo alejado de los centros de comunicación, pensaba agregarlos, incluso con traslación de sus vecinos, al sitio de la Higuera en el Río del Valle (aldea de La Grita). Allí debía edificarse una nueva capilla. Los vecinos de Queniquea, representados por Venancio Escalante, Enrique Roa, Antonio María Contreras, José María Morales y Manuel Sánchez, solicitan ese mismo año al Obispo que reconsidere su decisión. Ya que luego de una reunión entre las cabezas de familia de aquellos lugares, resolvieron pedir que la capilla se construyera en el sitio de la Mesa de Queniquea (Meseta de Queniquea); argumentaban, que el sitio de Río Bobo ya tenía una capilla y casa para el cura, construida en 1806 por el Padre Casimiro Mora, de orden del Obispo Hernández Milanés. Pero este sitio no era céntrico ni apropiado y quedaba trasmano de los vecinos, además esto se hizo contra el sentir de la mayoría de sus habitantes que la querían en la Mesa de Queniquea. Es así que los vecinos Enrique Roa y Antonio María Contreras, ofrecen donar para el vecindario la fundación de la iglesia nueve cuadras de tierra, en el sitio donde estaba el vecindario de Queniquea. Prometían pagar la Congrua del Cura y solicitaban les nombrases Párroco a Pablo Antonio Morales, clérigo tonsurado que se hallaba cursando estudios en el Seminario de Mérida.

### Viceparroquia
Los antecesores del Padre Morales eran los primeros fundadores de Queniquea. La solicitud es dirigida por intermedio del vicario Fernando José García. Este inclinaba sus simpatías a favor de Queniquea e informa favorablemente la petición. Pero no todos apoyaban la solicitud de Queniquea, los vecinos de Río Bobo eran opuestos, que veían perder su preeminencia, y los Señores Juan Andrés Roa y la Viuda Doña Luz Márquez, por otras causas. Desde Maracaibo, el 21 de diciembre de 1817, el Obispo decreta la traslación de la Capilla de Río Bobo a QUENIQUEA, convertida en viceparroquia Nuestra Señora del Rosario de Queniquea. Acepta la donación para la Iglesia de las nueve cuadras de tierra prometida, y ordena al vicario García se traslade allí para la ejecución de todo eso. El 8 de abril de 1818 el Padre García va a Queniquea, a tomar posesión de lo donado, lo cual se verifica ese día. A todo se le da se le da carácter formal ante el Notario Público Eclesiástico, Facundo Morales.

### Toma de posesión de lo donado.
Después el Padre García, acompañado de todos los vecinos, tomó la posesión de las nueve cuadras de tierra y se alinderaron con sus mojones, se delineó el cuadro para formar la plaza y en el sitio donde se iba a construir la Iglesia, en el punto donde iba el Altar Mayor, clavó una Cruz. Puso piedra fundamental de la fábrica y bendijo todo eso, luego el Masón Don Thomas Pulido diestro en la ebanistería, traza las calles siguiendo el patrón de un poblado español, y modela la primera iglesia a escala de una Iglesia perteneciente a la Ciudad de León en la madre patria; España. La traslación de ornamentos de la Capilla del Río Bobo estuvo a cargo de Don Jacinto Ramírez, quién se encargó de traer las imágenes de San José, la Virgen del Carmen, San Rafael, Virgen de los Dolores, entre otras. La Capilla del Río Bobo, era conocida como la “Iglesia de las Guamas”, pues con ese material se empezó la construcción del antiguo Monasterio, información dada por Don Altagracia Peñaloza, ya que en tiempo de la colonia el Valle del Espíritu Santo estuvo como una gran hacienda de tabaco bajo el cuidado de los frailes franciscanos. Después hubo fiesta alegre en aquella verdeante Meseta, custodiada de altos Cerros. Nacía oficialmente un pueblo, por la voluntad generosa de aquellos hombres. Su población se va aumentar muy pronto, con las migraciones de gente de La Grita y otros lugares, que se refugiaron allí huyendo de la guerra.
Entre ellos estará el Padre García, quien pasa allí su tiempo escondido de los españoles. La población de Queniquea, con mucho esfuerzo, sacrificio y tesón había logrado su Viceparroquia, aspiraba a mayores metas a través de insistentes y decididos empeños logró que la Diputación Provincial la decretara PARROQUIA CIVIL el 12 de noviembre de 1838 y cuya ordenanza dice lo siguiente:La Diputación Provincial de Mérida. Considerando: Que por la atribución 21 de Artículo 161 de la Constitución, corresponde a las Diputaciones Provinciales acordar establecimiento de nuevas poblaciones; y visto el informe del Consejo Municipal de La Grita acerca de las conveniencias de elegir Parroquia el Barrio de Queniquea de aquella jurisdicción por contar con más de quinientas (500) almas. 

#### ORDENA.
- Art. 1.- Se acuerda el establecimiento de la nueva Población o Parroquia de Queniquea en la Jurisdicción de La Grita.
- Art. 2.- El Gobernador de la Provincia de acuerdo con la autoridad eclesiástica procederá a fijar los límites de la nueva parroquia conforme a las Leyes, y dispondrá lo conveniente para que provea la aprobación del Poder Ejecutivo se elijan los Magistrados que deben Regirla. Dado en Mérida en la sala de secciones de la Diputación Provincial a doce de noviembre de 1838 de la Ley y 28 de la Independencia.

El presidente (firmado) Ignacio de Dios Picón. El secretario (firmado) R. Alvarado.ARCHIVO GENERAL DE LA NACIÓN. Papeles del Ministerio del Interior y Justicia, Folios 86 y 87 año 1838

### Límites parroquiales
La cámara de representantes lo confirmó el 23 de febrero de 1839 y la cámara del Senado el 15 de abril de 1840. Por último, el Gobernador y Jefe Superior Político de la Provincia Gabriel Picón, decretó la nueva Parroquia el 20 de julio de 1840.Le asignaron por límites: Sur, cima del Alto de Sumusica a dar con las Agrias, al Norte, de la población. De aquí por toda la cima de este alto hasta dar con la línea que divide el territorio de La Grita del de San Cristóbal; Oeste, esta misma línea siguiendo por la izquierda, y dando la vuelta a remontar en el Páramo de Sumusica, lindando por aquí con Caparo y Pregonero, y por Este, la cima del Páramo del Guamal. Límites parecidos al actual territorio.

### Parroquia
Es así que Queniquea, fue una de las primeras poblaciones que obtuvo su separación de La Grita, y empieza ahora a luchar también por obtener su Parroquia Eclesiástica, ya que sus habitantes son bastantes religiosos. Así lo dan a entender en 1845, en su solicitud que dirigen al Obispo pidiendo los dotará de Cura permanente, pues el suyo que era el padre Morales está en La Grita. Alegaban que la Población iba progresando, pues ya tenían setecientas almas según el censo de 1844. Firman la solicitud los jueces de Paz Juan Andrés Escalante, José Antonio Carrero, Juan de la Cruz Zambrano, Alejandro Sánchez, Agapito Mora, Lucas Moreno, José Antonio Roa y varios otros, pero no lograron nada.
Cinco (5) años más tarde el 23 de diciembre de 1850 vuelven a insistir sobre la creación de la Parroquia Eclesiástica, manifestando que, para la fecha tenían 883 habitantes. Los jueces de paz eran José Vicente Carrero y Patrocinio Carrero, el síndico Simón Ramírez. El obispo debió conmoverse con tanta insistencia, porque, quince días después envía estas solicitudes al vicario de La Grita para su informe. El padre Ramón Ignacio Duque apoya generosamente la creación de la nueva parroquia; en su informe deja constancia que el 20 de julio de 1851, tenía Queniquea novecientas nueve (909) almas; sus pobladores eran gente honrada y laboriosa, que proporcionaban al comercio de San Cristóbal, utilidades muy considerables con los frutos que llevaban al mercado, principalmente harina y café. Tenía una Iglesia de Tapias techada de tejas, su casa rural y un cementerio cercado de paredes. El Obispo da su consentimiento para la creación de la Parroquia Eclesiástica, el 13 de octubre de 1852. De acuerdo con la Ley del patronato, sigue después la tramitación ante las autoridades civiles. El 31 de octubre la decreta el Gobernador de la Provincia, Ponce León. El 3 de enero de 1853 la aprueba el Poder Ejecutivo, y finalmente fue elevada por el Obispo de Mérida Monseñor Juan Hilardo Boset el 21 de junio de 1853.

## Territorio
El territorio correspondiente a la Parroquia Eclesiástica Nuestra Señora del Rosario de Queniquea es el mismo que el del Municipio Sucre, y limita con las Parroquias Eclesiales: Ntra. Sra. de los Ángeles (La Grita) al Norte; San José (San José de Bolívar) al Este; San José (La Fundación, Mcpio. Uribante) al Sur y al Oeste con La Inmaculada Concepción (La Florida, Mcpio. Cárdenas), María Auxiliadora (Cordero) y San Bartolomé (El Cobre). Se encuentra dividido de la siguiente manera:
- Parroquia Ntra. Sra. del Rosario: Abarca las Parroquias Civiles Capital y Eleazar López Contreras del Municipio Sucre. En la Parroquia Capital se encuentra la localidad de Queniquea capital del Municipio y donde se encuentra la Sede y Templo Parroquial; y la cual es asistida junto con todas sus aldeas y caseríos por el Párroco Pbro. Willy Javier Pernía, que de igual forma lo hace con la Localidad de Mesa del Tigre, junto a todas las aldeas y caseríos de la Parroquia Eleazar López Contreras.
- Sub-Parroquia San Pablo Apóstol: Abarca en su totalidad a la Parroquia Civil San Pablo, a excepción de la aldea de Altamira. Su sede y templo dedicado a San Pablo, es atendida por un vicario parroquial permanete en la localidad de San Pablo.

## Párrocos[2]
A continuación se muestra la lista con los nombres y el periodo de actividad de los Sacerdotes que han atendido en un principio a la Localidad de Queniquea, como parte de la viceparroquia de El Cobre entre 1808 hasta 1817, año en el que es elevada a viceparroquia Eclesial y luego en 1852 erecta a Parroquia Eclesial y comienza a figurar la imagen de un Párroco permanente, además se muestran algunos sacerdotes que realizaron visitas a la Localidad durante los años que no hubo párrocos designados.
| Lista completa de Párrocos | Lista completa de Párrocos                                      | Lista completa de Párrocos | Lista completa de Párrocos                        |
| Número                     | Nombre                                                          | Periodo                    | Destino                                           |
| -------------------------- | --------------------------------------------------------------- | -------------------------- | ------------------------------------------------- |
| 1                          | Pbro. José Casimiro Mora                                        | 1808-1811                  | Fundador                                          |
| 2                          | Pbro. José María Zambrano                                       | 1811-1823                  | Fundador y colaborador                            |
| 3                          | Pbro. Pablo Antonio Morales                                     | 1823                       | Primer párroco de Queniquea Canónicamente         |
| 4                          | Sacerdotes de la Grita                                          | 1823-1848                  | La Grita                                          |
| 5                          | Pbro. Ignacio Ramón Duque                                       | 1848-1864                  | No hay datos                                      |
| 6                          | Pbro. Juan Evangelista Valero                                   | 1864-1873                  | No hay datos                                      |
| 7                          | Pbro. Juan Vicente Quiñones                                     | 1873-1876                  | No hay datos                                      |
| 8                          | Pbro. José Jesús Villalobos                                     | Poco tiempo                | No hay datos                                      |
| 9                          | Pbro. José Vicente Quiñones                                     | 1879                       | No hay datos                                      |
| 10                         | Pbro. Ezequiel Moreno                                           | 1879-1880                  | No hay datos                                      |
| 11                         | Pbro. Fernando María Contreras (tío de Eleazar López Contreras) | 1880-1884                  | No hay datos                                      |
| 12                         | Pbro. Gregorio Arenas                                           | 1885                       | No hay datos                                      |
| 13                         | Pbro. Melecio García                                            | 1889                       | No hay datos                                      |
| 14                         | Pbro. Francisco Higuera                                         | 1889-1896                  | No hay datos                                      |
| 15                         | Pbro. Melecio García                                            | 1896-1898                  | No hay datos                                      |
| 16                         | Pbro. Felipe Santiago Vidal                                     | 1898 (Cura Visitador)      | No hay datos                                      |
| 17                         | Pbro. Jesús Manuel Jáuregui                                     | 1899 (Cura Visitador)      | No hay datos                                      |
| 18                         | Pbro. Sacarías Guerrero                                         | 1899-1901                  | No hay datos                                      |
| 19                         | Pbro. Esteban Sánchez                                           | 1901-1905                  | No hay datos                                      |
| 20                         | Pbro. José Isaías Sánchez                                       | 1905 (Cura Encargado)      | No hay datos                                      |
| 21                         | Pbro. Rafael Mora                                               | 1905-1912                  | No hay datos                                      |
| 22                         | Pbro. José Ramón Gallegos                                       | 1912-1914                  | No hay datos                                      |
| 23                         | Pbro. José Ignacio Moncada                                      | 1914-1944                  | No hay datos                                      |
| 24                         | Pbro. Fray Carmelo Lorga                                        | 1944-1945                  | No hay datos                                      |
| 25                         | Pbro. Domingo Guerrero                                          | 1946-1952                  | No hay datos                                      |
| 26                         | Pbro. Marco Tulio Ramírez Roa                                   | 1952-1953                  | Cordero                                           |
| 27                         | Pbro. Pedro José Pérez Vivas                                    | 1953-1954                  | No hay datos                                      |
| 28                         | Pbro. Domingo Guerrero                                          | 1954-1964                  | No hay datos                                      |
| 29                         | Pbro. Francisco Cárdenas                                        | 1964-1967                  | No hay datos                                      |
| 30                         | Pbro. Martín Martines                                           | 1967-1969                  | No hay datos                                      |
| 31                         | Pbro. Heberto Ruiz                                              | 1969-1973                  | No hay datos                                      |
| 32                         | Pbro. González Sánchez Toro                                     | 1973-1981                  | No hay datos                                      |
| 33                         | Pbro. Manuel Da´Rocha                                           | 1981-1984                  | España                                            |
| 34                         | Pbro. José Ramiro Useche                                        | 1984-1985                  | No hay datos                                      |
| 35                         | Pbro. Lubertino Rosales                                         | 1985-1986                  | No hay datos                                      |
| 36                         | Pbro. Luis Chacon                                               | 1986-1987                  | No hay datos                                      |
| 37                         | Pbro. Orlando Neira                                             | 1987-1989                  | Parroquia San Cristóbal                           |
| 38                         | Pbro. Julián Segurola Urquola                                   | 1989-1991                  | No hay datos                                      |
| 39                         | Pbro. Humberto Urbina                                           | 1991-1994                  | Parroquia San Juan Bautista de Colon              |
| 40                         | Pbro. Carlos Luis Hernández Fuentes                             | 1994-1997                  | Parroquia María Auxiliadora de Cordero            |
| 41                         | Pbro. Omar Martínez Calderón                                    | 1997-1999                  | Año Sabático                                      |
| 42                         | Pbro. David Ramírez Carrero                                     | 1999-2001                  | Parroquia El Señor de los Milagros, San Cristóbal |
| 43                         | Pbro. Douglas Cievel Escalante Zambrano                         | 2001-2006                  | Parroquia de la Florida                           |

| Número | Nombre                                  | Periodo   | Destino                                                  |
| ------ | --------------------------------------- | --------- | -------------------------------------------------------- |
| 44     | Pbro. Frank Reinaldo Albarrán Maldonado | 2006-2010 | Estudios en Roma                                         |
| 45     | Pbro. Javier Arismendi Sandoval         | 2010-2013 | Parroquia Sagrada Familia, San Antonio.                  |
| 46     | Pbro. José Salvador Castillo            | 2013-2020 | Parroquia Ntra. Sra. de Lourdes, Aguas Calientes, Ureña. |
| 47     | Pbro. Willy Javier Pernía               | 2020-2022 | Parroquia del Espíritu Santo, La Grita.                  |
| 48     | Pbro. Yeison Rivas                      | 2022-Act. | En el Cargo.                                             |

## Sacerdotes Nativos[3]
| Número | Nombre                                  | Fecha de Ordenación | Cargo que ocupa |
| 1      | Pbro. Dr. José de Jesús Carrero Sánchez | Sin datos | Fallecido. |
| 2      | Mons. José León Rojas Chaparro          | 4 de abril de 1942. Consagración Episcopal: 1 de octubre de 1961.                                                      | Fallecido. |
| 3      | Pbro. Eduardo Contreras Sánchez         | 27 de septiembre de 1950                                                                                               | Fallecido. |
| 4      | Pbro. José Ignacio Roa Moreno           | 1950 | Fallecido |
| 5      | Pbro. Ramón Elvidio Rosales Chacón      | 5 de agosto de 1965 (tiene 59 años de ordenado)                                                                        | Fundador y Asesor de TADEHU (Taller de Desarrollo Humano)                                                                       |
| 6      | Mons. Erasmo de la Cruz Chacón Salcedo  | 13 de agosto de 1978                                                                                                   | Fallecido |
| 7      | Pbro. Alejo Chacón Gómez                | 27 de julio de 1979 | Fallecido |
| 8      | Mons. Jorge Aníbal Quintero Chacón      | 27 de junio de 1981 (tiene 43 años de ordenado) Consagración Episcopal: 7 de marzo de 2009 (tiene 16 años como Obispo) | VI Obispo de la Diócesis de Barcelona                                                                                           |
| 9      | Pbro. Luis Alberto Duque Salas          | 4 de octubre de 1986 (tiene 38 años de ordenado)                                                                       | Reside en Boston, EE. UU. |
| 10     | Pbro. Marco Tulio Moncada Vargas        | 10 de julio de 1990 (tiene 34 años de ordenado)                                                                        | Capellán Militar |
| 11     | Pbro. Victor Julio Vivas Morales        | 5 de octubre de 1991 (tiene 33 años de ordenado)                                                                       | Capellán militar y vicario parroquial en María Auxiliadora de Cordero                                                           |
| 12     | Pbro. Victor Julio Quintero Pérez       | 5 de octubre de 1991 (tiene 33 años de ordenado)                                                                       | Párroco en San Miguel Arcángel (Abejales)                                                                                       |
| 13     | Pbro. Ángel David Carrero               | 22 de marzo de 1997 | No ejerce el ministerio |
| 14     | Pbro. Edgar Gregorio Sánchez Sánchez    | 14 de marzo de 1998 (tiene 27 años de ordenado)                                                                        | Párroco en Ntra. Sra. del Carmen la Concordia (S/C)                                                                             |
| 15     | Pbro. Ever Manolo Quintero Moncada      | 7 de octubre de 2000 (tiene 24 años de ordenado)                                                                       | Reside en Los Ángeles, EE. UU.                                                                                                  |
| 16     | Pbro. Noel Gustavo Roa Méndez           | 16 de noviembre de 2002 (tiene 22 años de ordenado)                                                                    | Fundando parroquia en Cordero parte alta                                                                                        |
| 17     | Pbro. Yeimer Alberto Márquez Rojas      | 22 de octubre de 2008                                                                                                  | No ejerce el ministerio |
| 18     | Pbro. Jussepth David Roa Zambrano       | 14 de diciembre de 2013 (tiene 11 años de ordenado)                                                                    | Presbítero de la Diócesis Ordinariato Militar de Venezuela, en comisión de servicio en la Diócesis de Ourense, Reino de España. |
| 19     | Pbro. Edgar Emir Méndez Barrera         | 22 de noviembre de 2014 (tiene 10 años de ordenado)                                                                    | Presbítero de la arquidiócesis de Calabozo                                                                                      |
| 20     | Pbro. Mauro Moncada                     | 15 de diciembre de 2018 (tiene 6 años de ordenado)                                                                     | Presbítero de la diócesis de Guanare, de estudios en la Universidad de San Damaso de la Arquidiócesis de Madrid en España.      |
| 21     | Pbro. Jhoswerd Alfredo Lugo Roa         | 20 de abril de 2024 (tiene 0 años de ordenado)                                                                         | Encargado de los medios de comunicación de la Diócesis de San Cristóbal                                                         |

## Galería de imágenes
|                                                  |
| Nuestra Señora del Rosario, Patrona de Queniquea |

|                                          |
| Vista interna hacia el Altar del Templo. |